# Jaime Martínez Llabrés
Jaime Martínez Llabrés (Palma de Mallorca, 9 de mayo de 1971) es un arquitecto y político español. Es el Alcalde de Palma de Mallorca desde junio de 2023.

## Biografía
Nació en Palma de Mallorca en 1971. Estudió en el colegio Nuestra Señora de Montesión y se licenció en Arquitectura en la Escuela Técnica Superior de Arquitectura de Barcelona (ETSAB) especializándose en Derecho urbanístico, comenzó su andadura profesional como arquitecto de la Consejería de Turismo del Gobierno Balear (1999-2003).
Después trabajó en el Ayuntamiento de Calviá donde fue: Director Adjunto a la Concejalía de Planeamiento y Urbanismo (2004-2007); y director general de Ordenación del Territorio, Turismo y Comercio (2007-2011).
Posteriormente fue Consejero de Turismo y Deportes del Gobierno de las Islas Baleares (2013-2015). Y seguidamente trabajó en la empresa Home Art Studio, especializada en arquitectura hotelera y turística, consultoría urbanística y turística; y planificación territorial y turística.
Es miembro de la Agrupación de Arquitectos Peritos Forenses de las Islas Baleares.
Está casado y tiene tres hijos (un niño y dos niñas).
Tras las elecciones municipales de 2023, Martínez Llabrés accedió a la alcaldía de la capital palmesana, gobernando en minoría, tras contar con los once concejales del Partido Popular. Los otros grupos políticos representados en la corporación se votaron a sí mismos: ocho concejales del PSOE, seis de VOX, tres de MÉS, y uno de EUIB-Unidas Podemos.